# Sundängen (naturreservat)
Sundängen är ett kommunalt naturreservat i Västerås kommun i Västmanlands län.
Området är naturskyddat sedan 1959 och är 215 hektar stort. Reservatet omfattar ett område vid Mälaren och består av skogsmark, åkermark och betesmark med lövträd och buskar.